# Id Tech 6
id Tech 6 è il motore grafico di id Software alla base di DOOM. È stato mostrato per la prima volta all'edizione 2014 del QuakeCon, durante la presentazione del gioco stesso.
Il team di sviluppo lo ha soprannominato id Tech 666.

## Giochi che utilizzano id Tech 6
- DOOM – id Software
- Wolfenstein II: The New Colossus – MachineGames
- Doom VFR – id Software
- Wolfenstein: Youngblood – MachineGames
- Wolfenstein: Cyberpilot – MachineGames